# Trifolium tomentosum
Trifolium tomentosum é uma espécie de planta com flor pertencente à família Fabaceae. 
A autoridade científica da espécie é L., tendo sido publicada em Species Plantarum 2: 771–772, no ano de 1753.
O seu nome comum é trevo-tomentoso.

## Descrição
A seguir apresenta-se a descrição dada por António Xavier Pereira Coutinho na sua obra Flora de Portugal (Plantas Vasculares): Disposta em Chaves Dicotómicas (1.ª ed. Lisboa: Aillaud, 1913):
Corola não ou pouco ressupinada; lábio superior do cálice frutifero tomentoso, subgloboso e com 2 dentes assovelados curtos, retroflectidos, escondidos no tomento; folíolos largamente obovados; pedúnculos menores do que a folha e às vezes subnulos. Planta prostrada, de 0,5-3 dm., glabra. Planta anual. Abril-Jungo. Pousios, incultos, pinhais, areias, margens das caminhos: frequente sobretudo no Centro e no Sul.

## Portugal
Trata-se de uma espécie presente no território português, nomeadamente em Portugal Continental, no Arquipélago dos Açores e no Arquipélago da Madeira.
Em termos de naturalidade é nativa de Portugal Continental e do Arquipélago da Madeira e possivelmente introduzida no Arquipélago dos Açores.

## Protecção
Não se encontra protegida por legislação portuguesa ou da Comunidade Europeia.